# بوب مكدونالد (صحفي)
بوب مكدونالد هو صحفي كندي، ولد في 25 يناير 1951 في Wingham, Ontario ‏ في كندا.